# Вандзін (Любартівський повіт)
Вандзін (пол. Wandzin) — село в Польщі, у гміні Любартів Любартівського повіту Люблінського воєводства.
Населення — 358 осіб (2011).
У 1975-1998 роках село належало до Люблінського воєводства.

## Демографія
Демографічна структура станом на 31 березня 2011 року:
|          | Загалом | Допрацездатний вік | Працездатний вік | Постпрацездатний вік |
| -------- | ------- | ------------------ | ---------------- | -------------------- |
| Чоловіки | 176     | 37                 | 129              | 10                   |
| Жінки    | 182     | 38                 | 109              | 35                   |
| Разом    | 358     | 75                 | 238              | 45                   |